# 2. ŽNL Vukovarsko-srijemska NS Vinkovci 2013./14.
Prvenstvo i plasman u 1. ŽNL Vukovarsko-srijemsku je osvojila NK Sloga Novi Mikanovci, dok je iz lige u 3. ŽNL Vukovarsko-srijesmku ispao NK Hajduk Mirko Mirkovci.

## Tablica
| Mj. | Klub                        | Sus. | Pobj. | Nerj. | Por. | GR.   | Bod. |
| --- | --------------------------- | ---- | ----- | ----- | ---- | ----- | ---- |
| 1.  | NK Sloga Novi Mikanovci     | 22   | 17    | 3     | 2    | 59:13 | 54   |
| 2.  | NK Slavonac Komletinci      | 22   | 16    | 1     | 5    | 67:21 | 49   |
| 3.  | HNK Vinkovci                | 22   | 14    | 2     | 6    | 45:25 | 44   |
| 4.  | NK Borac Retkovci           | 22   | 10    | 4     | 8    | 47:45 | 34   |
| 5.  | NK Meteor Slakovci          | 22   | 9     | 3     | 10   | 40:52 | 30   |
| 6.  | NK Lovor Nijemci            | 22   | 9     | 2     | 11   | 30:27 | 29   |
| 7.  | NK Borinci Jarmina          | 22   | 7     | 5     | 10   | 35:46 | 26   |
| 8.  | NK Šokadija Stari Mikanovci | 22   | 7     | 3     | 12   | 42:53 | 24   |
| 9.  | NK Slavonac Prkovci         | 22   | 6     | 5     | 11   | 24:51 | 23   |
| 10. | NK Mladost Cerić            | 22   | 6     | 4     | 12   | 31:43 | 22   |
| 11. | NK Lipovac                  | 22   | 7     | 1     | 14   | 33:53 | 22   |
| 12. | NK Hajduk Mirko Mirkovci    | 22   | 5     | 5     | 12   | 26:50 | 20   |

## Rezultati
| NK Lipovac - HNK Vinkovci 0:2 NK Hajduk Mirko Mirkovci - NK Borac Retkovci 3:6 NK Lovor Nijemci - NK Sloga Novi Mikanovci 1:4 NK Slavonac Komletinci - NK Šokadija Stari Mikanovci 7:0 NK Slavonac Prkovci - NK Borinci Jarmina 0:1 NK Mladost Cerić - NK Meteor Slakovci 1:2 | NK Mladost Cerić - NK Slavonac Prkovci 2:0 NK Borinci Jarmina - NK Slavonac Komletinci 0:7 NK Šokadija Stari Mikanovci - NK Lovor Nijemci 0:2 NK Sloga Novi Mikanovci - NK Hajduk Mirko Mirkovci 1:2 NK Borac Retkovci - NK Lipovac 0:0 NK Meteor Slakovci - HNK Vinkovci 1:3 | NK Slavonac Komletinci - NK Mladost Cerić 3:0 NK Lovor Nijemci - NK Borinci Jarmina 0:0 NK Hajduk Mirko Mirkovci - NK Šokadija Stari Mikanovci 3:0 NK Lipovac - NK Sloga Novi Mikanovci 1:2 HNK Vinkovci - NK Borac Retkovci 2:0 NK Slavonac Prkovci - NK Meteor Slakovci 2:2 |
| NK Mladost Cerić - NK Lovor Nijemci 0:1 NK Slavonac Prkovci - NK Slavonac Komletinci 2:1 NK Borinci Jarmina - NK Hajduk Mirko Mirkovci 2:2 NK Šokadija Stari Mikanovci - NK Lipovac 4:2 NK Sloga Novi Mikanovci - HNK Vinkovci 6:1 NK Meteor Slakovci - NK Borac Retkovci 4:1 | NK Hajduk Mirko Mirkovci - NK Mladost Cerić 1:0 NK Lovor Nijemci - NK Slavonac Prkovci 6:0 NK Lipovac - NK Borinci Jarmina 3:2 HNK Vinkovci - NK Šokadija Stari Mikanovci 2:0 NK Borac Retkovci - NK Sloga Novi Mikanovci 0:3 NK Slavonac Komletinci - NK Meteor Slakovci 2:0 | NK Mladost Cerić - NK Lipovac 3:1 NK Slavonac Prkovci - NK Hajduk Mirko Mirkovci 0:0 NK Slavonac Komletinci - NK Lovor Nijemci 1:0 NK Borinci Jarmina - HNK Vinkovci 1:5 NK Šokadija Stari Mikanovci - NK Borac Retkovci 1:1 NK Meteor Slakovci - NK Sloga Novi Mikanovci 0:4 |
| HNK Vinkovci - NK Mladost Cerić 2:0 NK Lipovac - NK Slavonac Prkovci 2:1 NK Hajduk Mirko Mirkovci - NK Slavonac Komletinci 2:2 NK Borac Retkovci - NK Borinci Jarmina 2:1 NK Sloga Novi Mikanovci - NK Šokadija Stari Mikanovci 1:1 NK Lovor Nijemci - NK Meteor Slakovci 1:0 | NK Mladost Cerić - NK Borac Retkovci 1:1 NK Slavonac Prkovci - HNK Vinkovci 4:2 NK Slavonac Komletinci - NK Lipovac 3:2 NK Lovor Nijemci - NK Hajduk Mirko Mirkovci 1:2 NK Borinci Jarmina - NK Sloga Novi Mikanovci 0:3 NK Meteor Slakovci - NK Šokadija Stari Mikanovci 4:2 | NK Sloga Novi Mikanovci - NK Mladost Cerić 6:1 NK Borac Retkovci - NK Slavonac Prkovci 1:2 HNK Vinkovci - NK Slavonac Komletinci 4:1 NK Lipovac - NK Lovor Nijemci 1:2 NK Šokadija Stari Mikanovci - NK Borinci Jarmina 2:1 NK Hajduk Mirko Mirkovci - NK Meteor Slakovci 0:0 |
| NK Mladost Cerić - NK Šokadija Stari Mikanovci 4:2 NK Slavonac Prkovci - NK Sloga Novi Mikanovci 1:1 NK Slavonac Komletinci - NK Borac Retkovci 4:1 NK Lovor Nijemci - HNK Vinkovci 1:0 NK Hajduk Mirko Mirkovci - NK Lipovac 1:3 NK Meteor Slakovci - NK Borinci Jarmina 3:1 | NK Borinci Jarmina - NK Mladost Cerić 0:0 NK Šokadija Stari Mikanovci - NK Slavonac Prkovci 6:1 NK Sloga Novi Mikanovci - NK Slavonac Komletinci 3:1 NK Borac Retkovci - NK Lovor Nijemci 3:0 HNK Vinkovci - NK Hajduk Mirko Mirkovci 2:0 NK Lipovac - NK Meteor Slakovci 3:6 | HNK Vinkovci - NK Lipovac 3:0 NK Borac Retkovci - NK Hajduk Mirko Mirkovci 3:0 NK Sloga Novi Mikanovci - NK Lovor Nijemci 1:0 NK Šokadija Stari Mikanovci - NK Slavonac Komletinci 0:2 NK Borinci Jarmina - NK Slavonac Prkovci 1:0 NK Meteor Slakovci - NK Mladost Cerić 4:0 |
| NK Slavonac Prkovci - NK Mladost Cerić 2:1 NK Slavonac Komletinci - NK Borinci Jarmina 3:0 NK Lovor Nijemci - NK Šokadija Stari Mikanovci 3:1 NK Hajduk Mirko Mirkovci - NK Sloga Novi Mikanovci 1:2 NK Lipovac - NK Borac Retkovci 1:3 HNK Vinkovci - NK Meteor Slakovci 1:1 | NK Mladost Cerić - NK Slavonac Komletinci 1:4 NK Borinci Jarmina - NK Lovor Nijemci 3:1 NK Šokadija Stari Mikanovci - NK Hajduk Mirko Mirkovci 4:0 NK Sloga Novi Mikanovci - NK Lipovac 3:1 NK Borac Retkovci - HNK Vinkovci 1:3 NK Meteor Slakovci - NK Slavonac Prkovci 2:0 | NK Lovor Nijemci - NK Mladost Cerić 1:1 NK Slavonac Komletinci - NK Slavonac Prkovci 7:0 NK Hajduk Mirko Mirkovci - NK Borinci Jarmina 1:2 NK Lipovac - NK Šokadija Stari Mikanovci 3:2 HNK Vinkovci - NK Sloga Novi Mikanovci 1:0 NK Borac Retkovci - NK Meteor Slakovci 5:3 |
| NK Mladost Cerić - NK Hajduk Mirko Mirkovci 4:0 NK Slavonac Prkovci - NK Lovor Nijemci 1:0 NK Borinci Jarmina - NK Lipovac 3:0 NK Šokadija Stari Mikanovci - HNK Vinkovci 2:1 NK Sloga Novi Mikanovci - NK Borac Retkovci 4:1 NK Meteor Slakovci - NK Slavonac Komletinci 0:4 | NK Lipovac - NK Mladost Cerić 2:1 NK Hajduk Mirko Mirkovci - NK Slavonac Prkovci 2:2 NK Lovor Nijemci - NK Slavonac Komletinci 0:1 HNK Vinkovci - NK Borinci Jarmina 0:0 NK Borac Retkovci - NK Šokadija Stari Mikanovci 3:1 NK Sloga Novi Mikanovci - NK Meteor Slakovci 5:0 | NK Mladost Cerić - HNK Vinkovci 1:0 NK Slavonac Prkovci - NK Lipovac 2:0 NK Slavonac Komletinci - NK Hajduk Mirko Mirkovci 5:0 NK Borinci Jarmina - NK Borac Retkovci 3:3 NK Šokadija Stari Mikanovci - NK Sloga Novi Mikanovci 0:3 NK Meteor Slakovci - NK Lovor Nijemci 2:1 |
| NK Borac Retkovci - NK Mladost Cerić 5:3 HNK Vinkovci - NK Slavonac Prkovci 6:0 NK Lipovac - NK Slavonac Komletinci 1:3 NK Hajduk Mirko Mirkovci - NK Lovor Nijemci 2:0 NK Sloga Novi Mikanovci - NK Borinci Jarmina 3:0 NK Šokadija Stari Mikanovci - NK Meteor Slakovci 5:1 | NK Mladost Cerić - NK Sloga Novi Mikanovci 0:0 NK Slavonac Prkovci - NK Borac Retkovci 1:2 NK Slavonac Komletinci - HNK Vinkovci 4:0 NK Lovor Nijemci - NK Lipovac 6:1 NK Borinci Jarmina - NK Šokadija Stari Mikanovci 4:3 NK Meteor Slakovci - NK Hajduk Mirko Mirkovci 4:2 | NK Šokadija Stari Mikanovci - NK Mladost Cerić 3:2 NK Sloga Novi Mikanovci - NK Slavonac Prkovci 3:0 NK Borac Retkovci - NK Slavonac Komletinci 4:2 HNK Vinkovci - NK Lovor Nijemci 2:0 NK Lipovac - NK Hajduk Mirko Mirkovci 4:0 NK Borinci Jarmina - NK Meteor Slakovci 7:0 |
| NK Mladost Cerić - NK Borinci Jarmina 5:3 NK Slavonac Prkovci - NK Šokadija Stari Mikanovci 3:3 NK Slavonac Komletinci - NK Sloga Novi Mikanovci 0:1 NK Lovor Nijemci - NK Borac Retkovci 3:1 NK Hajduk Mirko Mirkovci - HNK Vinkovci 2:3 NK Meteor Slakovci - NK Lipovac 1:2 | | |

## Vanjske poveznice
- Zupanijski Nogometni Savez Vukovarsko-srijemske županije  Arhivirana inačica izvorne stranice od 1. studenoga 2015. (Wayback Machine)